# Pandelela Rinong
Pandelela Rinong anak Pamg (ur. 2 marca 1993 w Kampung Jugan) – malezyjska skoczkini do wody. Na Letnich Igrzyskach Olimpijskich w 2012 została pierwszą w historii Malezyjką, która zdobyła medal olimpijski, a także pierwszym malezyjskim sportowcem z medalem olimpijskim w innym sporcie niż badminton – w konkursie skoków z wieży 10-metrowej. Na Letnich Igrzyskach Olimpijskich w 2016 wraz z Cheong Jun Hoong zdobyły srebrny medal w skokach synchronicznych do wody z wieży 10-metrowej.

## Warunki i pochodzenie
Pandelela mierzy 159 cm i waży 52 kg. Pochodzi z Kupuo Jugan w Bau. Pandelela wywodzi się z grupy etnicznej Bidayuh, należącej do Bumiputera z prowincji Sarawak. W wieku siedmiu lat została wybrana reprezentantką prowincji i kontynuowała trening w szkole sportowej Bukit Jalil w Kuala Lumpur.

## Kariera
Podczas Mistrzostw Świata w Pływaniu w 2009 zdobyła brązowy medal w skokach synchronicznych z wieży 10-metrowej w parze z Leong Mun Yee i zajęła 5. miejsce w skokach indywidualnych z wieży 10-metrowej. Startowała również w skokach z wieży 10-metrowej na Letnich Igrzyskach Olimpijskich w Pekinie w 2008.
Pandelela była chorążym reprezentacji Malezji na Letnich Igrzyskach Olimpijskich Młodzieży w 2010 w Singapurze, gdzie zdobyła srebrne medale w konkurencji skoków z wieży 10-metrowej i trampoliny 3-metrowej.
Na Igrzyskach Wspólnoty Narodów w 2010 w Nowym Delhi zdobyła dla Malezji pierwszy złoty medal igrzysk wspólnoty narodów, wygrywając konkurencję skoków do wody kobiet z wieży 10-metrowej.
Została pierwszą malezyjską kobietą – chorążym podczas ceremonii otwarcia Letnich Igrzysk Olimpijskich w 2012 roku w Londynie, gdzie brała udział w konkurencji skoków indywidualnych i synchronicznych z wieży 10-metrowej ze swoją partnerką Leong Mun Yee.
Pandelela Rinong jest pierwszą malezyjską zawodniczką, która zdobyła medal olimpijski i pierwszym malezyjskim sportowcem, który zdobył medal olimpijski w sporcie innym niż badminton, zdobywając brązowy medal w skokach indywidualnych z wieży 10-metrowej w 2012 w Londynie.
W lipcu 2015 roku, podczas Mistrzostw Świata w Pływaniu w 2015 w Kazaniu, Rinong przeszła do historii zostając pierwszym malezyjskim sportowcem kończącym indywidualne zawody mistrzostw świata na podium. Po zdobyciu brązowego medalu Pandelela jako pierwszy malezyjski sportowiec zakwalifikowała się na Letnie Igrzyska Olimpijskie w 2016 w Rio de Janeiro.
Reprezentowała Malezję na Letnich Igrzyskach Olimpijskich w 2016 roku w Rio de Janeiro. 9 sierpnia 2016, razem z Cheong Jun Hoong zdobyły srebrny medal w skokach synchronicznych do wody z wieży 10-metrowej, zostając pierwszymi Malezyjkami w historii sięgającymi po olimpijski medal drużynowy.